# Szatan (utwór)
"Szatan" – utwór zespołu IRA pochodzący z albumu 1993 rok, wydanego w kwietniu 1993 roku. Utwór został zamieszczony na szóstej pozycji na krążku, trwa 4 minuty i 8 sekund i jest ósmym utworem co do długości znajdującym się na płycie.
Tekst utworu dotyczy Szatana. W tej piosence zespół ukazuje postać oraz władzę jaką posiada Szatan. Tekst do utworu napisał wokalista grupy Artur Gadowski.
Utwór utrzymany jest w dynamicznym, szybkim niemalże metalowym brzmieniu, opartym o szybkie tempo gitarowych riffów, oraz melodyjną solówką gitarową w wykonaniu gitarzysty Piotra Łukaszewskiego, który jest także kompozytorem utworu. Szatan jest najbardziej dynamicznym utworem znajdującym się na krążku.
Utwór pojawiał się sporadycznie na koncertach zespołu, podczas trasy promującej krążek 1993 rok. Nie był w ogóle grany na koncertach akustycznych.
Od chwili reaktywacji grupy pod koniec 2001 roku utwór nie jest w ogóle grany na koncertach grupy.

## Twórcy
IRA
- Artur Gadowski – śpiew, chór
- Wojtek Owczarek – perkusja
- Piotr Sujka – gitara basowa, chór
- Kuba Płucisz – gitara rytmiczna
- Piotr Łukaszewski – gitara prowadząca

Produkcja
- Nagrywany oraz miksowany: 8 lutego – marzec 1993 w Studio S-4 w Warszawie
- Producent muzyczny: Leszek Kamiński
- Realizator nagrań: Leszek Kamiński
- Montaż płyty: Krzysztof Audycki
- Aranżacja: Piotr Łukaszewski
- Tekst piosenki: Artur Gadowski
- Zdjęcia wykonał: Dariusz Majewski
- Projekt graficzny: Zbigniew Majerczyk
- Pomysł okładki: Wojtek Owczarek oraz Marek Maj
- Sponsor zespołu: Mustang Poland